# L’Ametlla de Mar
L’Ametlla de Mar település Spanyolországban, Tarragona tartományban. L’Ametlla de Mar El Perelló, Tivissa és Vandellòs i l’Hospitalet de l’Infant községekkel határos. Lakosainak száma 7373 fő (2024).

## Népesség
A település népessége az elmúlt években az alábbi módon változott:
| Lakosok száma | 2537 | 3424 | 2813 | 3750 | 5211 | 7071 | 7649 | 7102 | 6866 | 7373 |
|               | 1900 | 1936 | 1955 | 1981 | 2002 | 2007 | 2011 | 2016 | 2020 | 2024 |